# 板橋タッグ王座
板橋タッグ王座（いたばしタッグおうざ）は、いたばしプロレスリングが管理、認定している王座。

## 歴史
2020年以降は新型コロナウイルスの影響により、大会の開催中止、開催に至っても収容人数を50%に制限するなど、いたばしプロレスリングは収入減を強いられた。この収入減を補うためにクラウドファンディングで支援を募った。クラウドファンディングで得た資金の使い道として提示したのが「タッグリーグ戦の開催」と「タッグ王座のチャンピオンベルトの制作」である。
2020年12月20日から2021年3月5日の間に支援を募り、目標金額には達しなかったものの、All-in方式のため計画は「いたばしプロレスリング初の王座である板橋タッグ王座の新設」、それに伴う「初代王者組を決めるためのリーグ戦の開催」と「チャンピオンベルトの制作」として実行された。2021年の3大会で、グレート・ピカちゃん&がばいじいちゃん組、ウルフ智也&那須晃太郎組、ハッピーロードマン&トキワダイオー組、なかいたへそマスク&いたばし不動ッピー組による「初代板橋タッグ王座決定リーグ公式戦」が行なわれ、優勝したハッピーロードマン&トキワダイオー組が初代王者組に認定された。

## ルール
- 選手権試合は時間無制限1本勝負で行なわれる[注釈 1]。時間切れ決着はないが両チームリングアウトなど、その他の理由で引き分け決着した際の王座の扱い（防衛か剥奪か）は特に定められておらず実例もないため不明。
- 体重制限は特に設けられていない（無差別級）。
- 出場資格に性別は問われない。また、性別によるハンデキャップもない。なお、男子同士や男女混合のタッグチームが試合に出場したことはあるが、女子同士のタッグチームが出場したことはまだない。
- ノータッチルールは2022年2月6日から2024年7月20日まで採用されていた。現在は採用されていない。
- いたプロヒーローズ以外の選手も出場することができる。

## 初代板橋タッグ王座決定リーグ公式戦
|                                       | グレート・ピカちゃん がばいじいちゃん | ウルフ智也 那須晃太郎 | ハッピーロードマン トキワダイオー | なかいたへそマスク いたばし不動ッピー | 勝ち点 |
| ------------------------------------- | ------------------------------------- | --------------------- | --------------------------------- | ------------------------------------- | ------ |
| グレート・ピカちゃん がばいじいちゃん | N/A                                   | △                     | ×                                 | ○                                     | 3      |
| ウルフ智也 那須晃太郎                 | △                                     | N/A                   | ○                                 | ×                                     | 3      |
| ハッピーロードマン トキワダイオー     | ○                                     | ×                     | N/A                               | ○                                     | 4      |
| なかいたへそマスク いたばし不動ッピー | ×                                     | ○                     | ×                                 | N/A                                   | 2      |

勝ち（○）：2点、引き分け（△）：1点、負け（×）：0点。
最多勝ち点のハッピーロードマン&トキワダイオー組が優勝。初代板橋タッグ王者組に認定。

## 歴代王者
| 歴代  | タッグチーム       | タッグチーム     | 戴冠回数 | 防衛回数 | 保持日数 | 獲得日付       | 獲得場所 （対戦相手・その他）                                                |
| ----- | ------------------ | ---------------- | -------- | -------- | -------- | -------------- | ---------------------------------------------------------------------------- |
| 初代  | ハッピーロードマン | トキワダイオー   | 1        | 1        | 156      | 2021年7月23日  | 板橋グリーンホール 4チームによる「初代板橋タッグ王座決定リーグ公式戦」で優勝 |
| 第2代 | いたばし不動ッピー | いたばし印刷マン | 1        | 0        | 42       | 2021年12月26日 | 板橋グリーンホール                                                           |
| 第3代 | はやて             | まるこ           | 1        | 1        | 77       | 2022年2月6日   | 板橋グリーンホール                                                           |
| 第4代 | ヤッペーマンズ     | ヤッペーマンズ   | 1        | 1        | 105      | 2022年4月24日  | 板橋グリーンホール                                                           |
| 第4代 | ヤッペーマン1号    | ヤッペーマン2号  | 1        | 1        | 105      | 2022年4月24日  | 板橋グリーンホール                                                           |
| 第5代 | はやて             | まるこ           | 2        | 0        | 637      | 2022年8月7日   | 板橋グリーンホール 2024年5月5日に、まるこが負傷のため返上                    |
| 第6代 | ウルフ智也         | 拳剛             | 1        | 1        | 267+     | 2024年7月21日  | 板橋グリーンホール 那須晃太郎 & YANAGAWA                                     |